# Severance (série télévisée)
Pour les articles homonymes, voir Severance.
Production
Diffusion
Severance ou Dissociation au Québec est une série télévisée américaine créée par Dan Erickson. La série suit des employés de bureau qui ont subi une opération afin qu'ils ne conservent aucun souvenir du monde extérieur lorsqu'ils sont au travail et n'aient aucun souvenir de leur travail dès qu'ils le quittent.

## Synopsis
Chez Lumon Industries, un programme est utilisé afin que certains employés volontaires ne conservent aucun souvenir du monde extérieur lorsqu'ils sont au travail et n'aient aucun souvenir de leur travail dès qu'ils le quittent. Pour cela, ils ont subi une opération consistant à introduire dans leur cerveau une puce contrôlée par Lumon afin de provoquer cette dissociation (severance). Cependant cela n'est pas aussi pratique et simple que ça en a l'air. Mark Scout (Adam Scott), qui a choisi cette procédure pour « oublier » le terrible deuil qui l'affecte à travers la mort de son épouse Gemma dans un accident de voiture, est ainsi le chef d'une équipe composée de Dylan George (Zach Cherry), Irving Bailiff (John Turturro) et de la nouvelle venue, Helly R. (Britt Lower). Leur mystérieux travail au service du raffinement des macrodonnées consiste à repérer certains chiffres sur un écran d'ordinateur et à les détruire, sous l'autorité de la directrice du Département des dissociés, Harmony Cobel (Patricia Arquette) et de Seth Milchick (Tramell Tillman), surveillant en chef.
Dans l'entreprise, les employés sont les « Inters » (innies). Quand ils la quittent après 17 h, ils sont les « Exters » (outies) ; ils n'ont alors plus aucun souvenir de leur vie à l'intérieur de Lumon, et inversement.
Le personnel de Lumon vit dans le culte de Kier Eagan, fondateur de l'entreprise. Il subit de sévères brimades dès qu'il s'écarte des règles imposées, ou reçoit des récompenses quand il respecte le règlement et réussit son travail. Helly R. se rebelle : ne comprenant pas sa fonction, elle refuse de continuer à vivre cette séparation entre ses deux personnalités ; elle tente même de se suicider. Quant à Mark Scout, dans sa vie d'exter il est abordé par Petey Kilmer, son ancien collègue et ami (qu'il ne reconnaît donc pas dans cette version) : il a réussi à se faire « restaurer », c'est-à-dire à retrouver l'ensemble de ses souvenirs, mais cela provoque sa mort. Peu à peu, les employés du service du raffinement des macrodonnées tentent d'en savoir plus, de comprendre ce qui leur arrive, de connaître la vie de leurs outies et de sortir de la prison mentale de Lumon.
Lors de la deuxième saison, Mark Scout qui a appris à la fin de la première saison que son épouse Gemma était vivante, dissociée chez Lumon  en tant que Madame Casey et de fait prisonnière de l'entreprise, tente de la libérer. On en apprend plus sur le passé de Madame Cobel, et une histoire d'amour se développe entre les Innies Mark S. et Helly R. qui est à son corps défendant la Innie d'Elena Eagan, fille de Jame Eagan patron de Lumon et descendant de Kier Eegan.

## Distribution

### Acteurs principaux
- Adam Scott (VF : Damien Ferrette) : Mark Scout
- Zach Cherry (VF : Christophe Lemoine) : Dylan George
- Britt Lower (VF : Ingrid Donnadieu) : Helly R / Helena Eagan
- Tramell Tillman (VF : Lucien Jean-Baptiste) : Seth Milchick
- John Turturro (VF : Vincent Violette) : Irving Bailiff
- Jen Tullock (VF : Dorothée Pousséo) : Devon Hale, la soeur de Mark
- Dichen Lachman (VF : Pamela Ravassard) : Mme Casey / Gemma Scout
- Michael Chernus (VF : Pascal Casanova) : Ricken Hale, le beau-frère de Mark
- Christopher Walken (VF : François Dunoyer) : Burt Goodman
- Patricia Arquette (VF : Françoise Cadol) : Harmony Cobel / Mme Selvig
- Sarah Bock (VF : Bianca Tomassian) : Eustice Huang (saison 2)

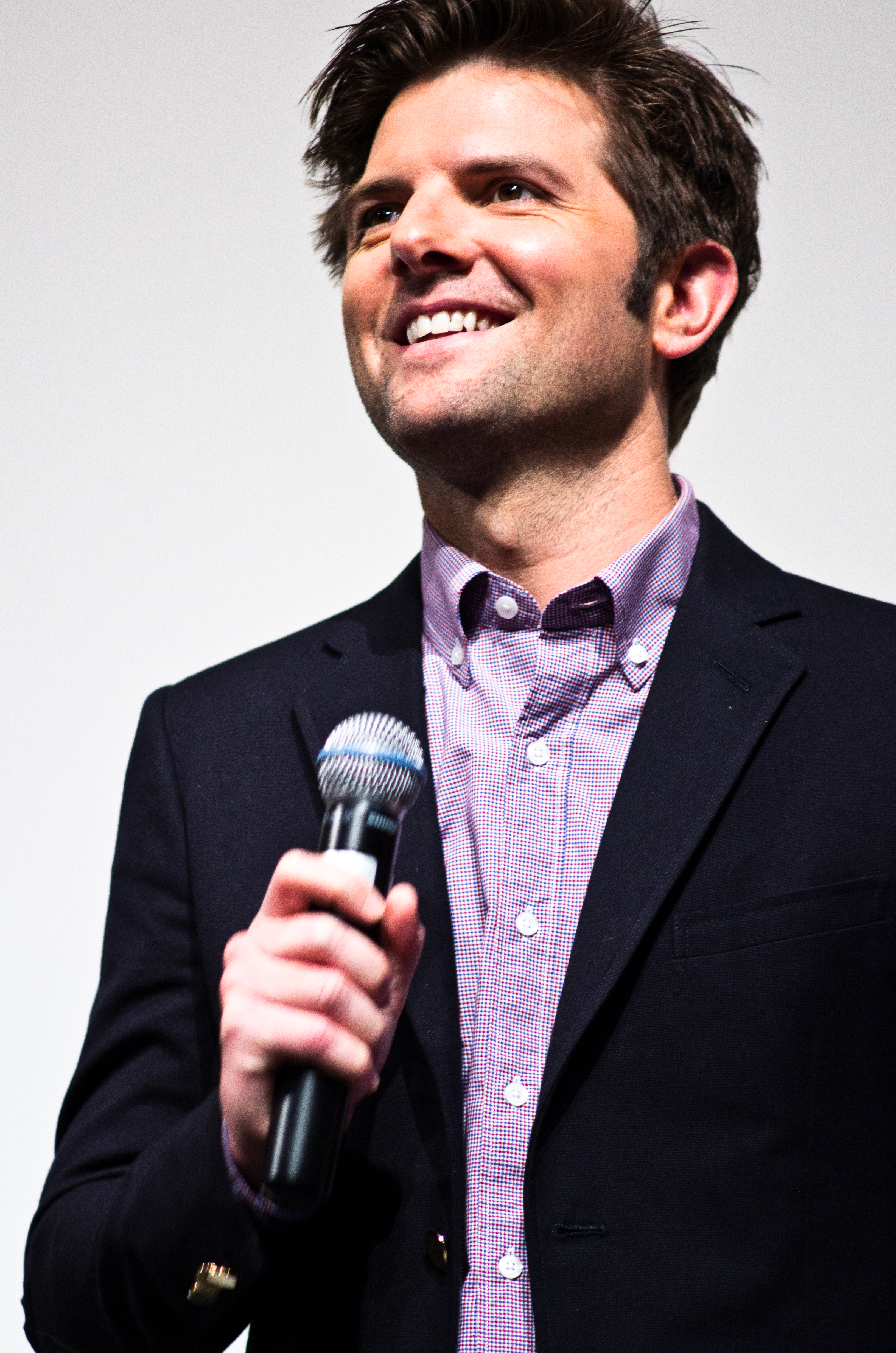
Adam Scott interprète Mark Scout
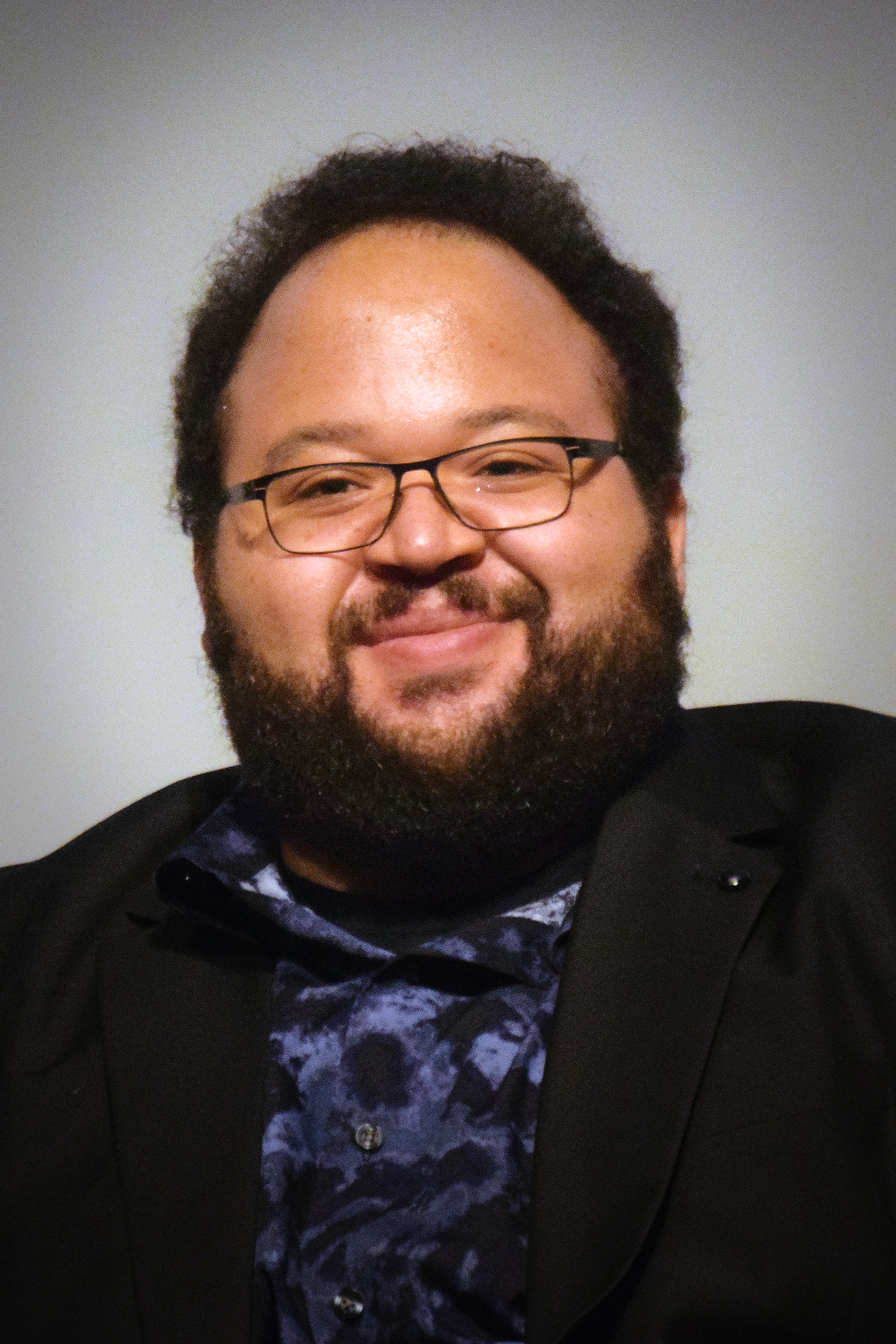
Zach Cherry interprète Dylan George
Britt Lower interprète Helly Riggs / Helena Eagan
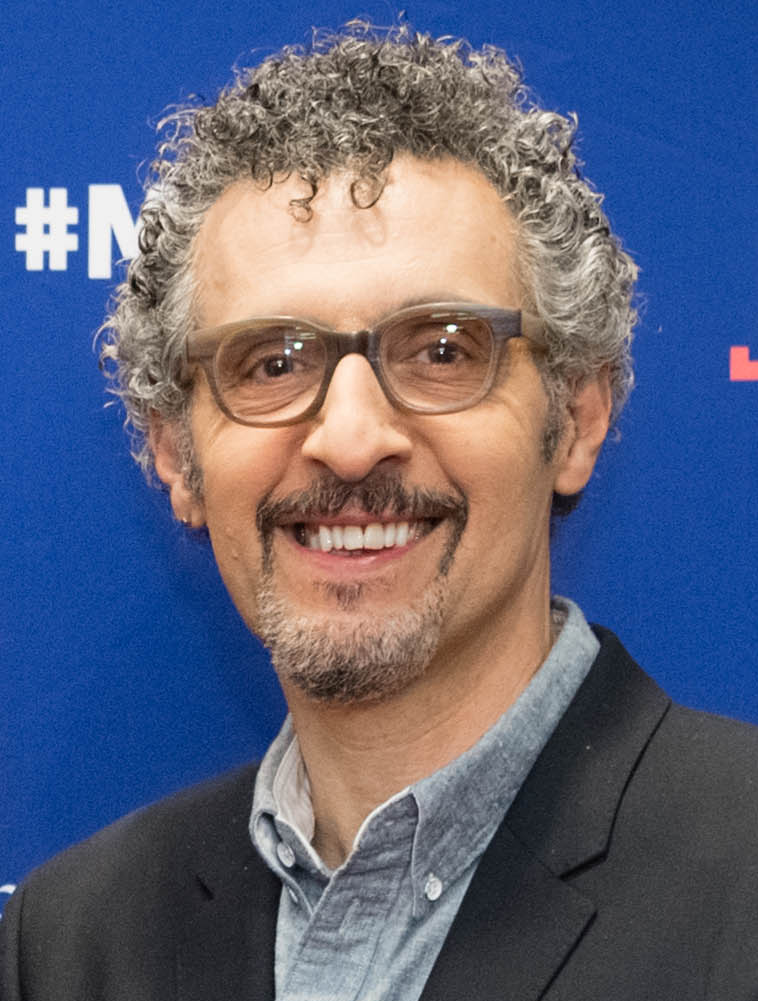
John Turturro interprète Irving Bailiff
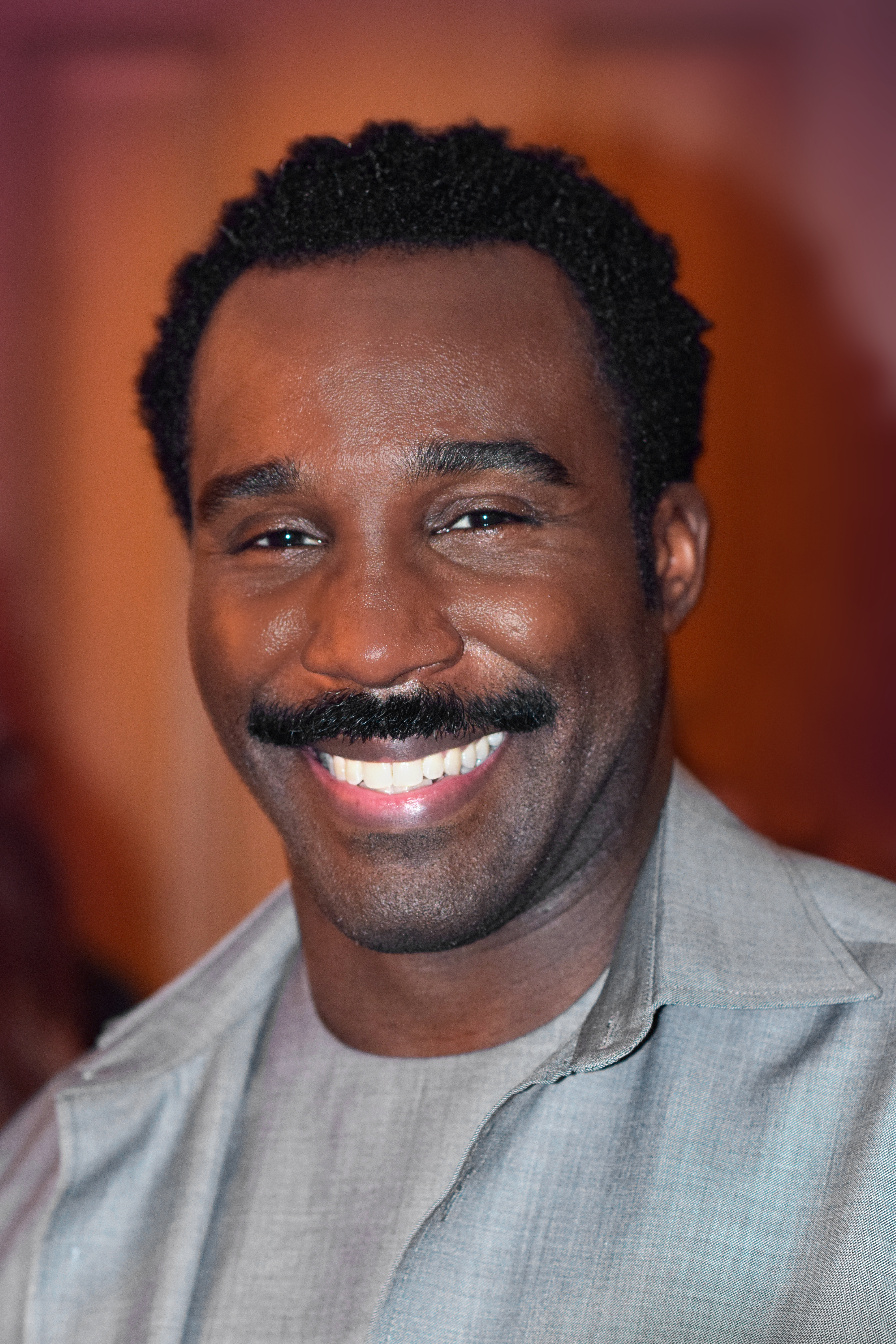
Tramell Tillman interprète Seth Milchick
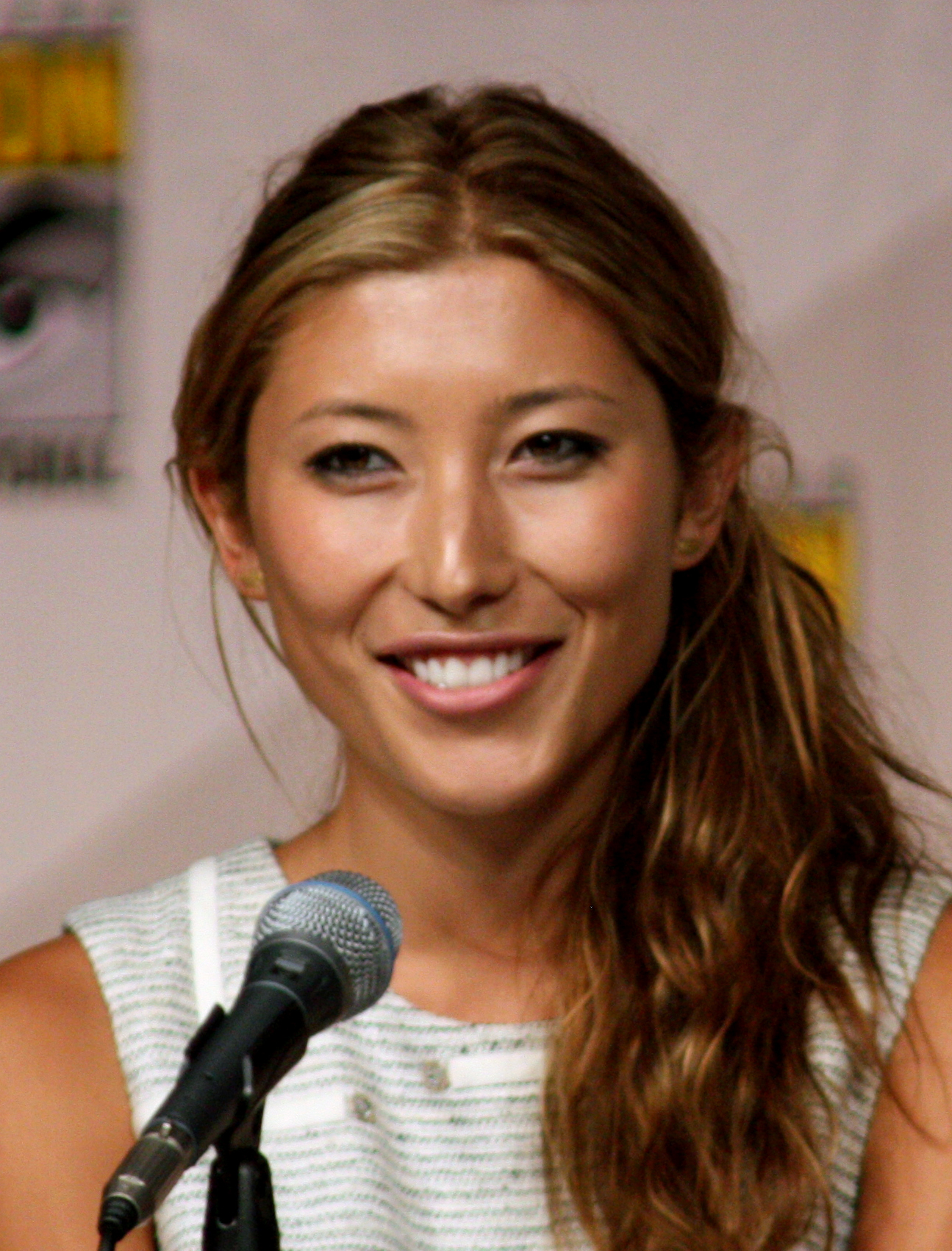
Dichen Lachman interprète Mme Casey / Gemma Scout
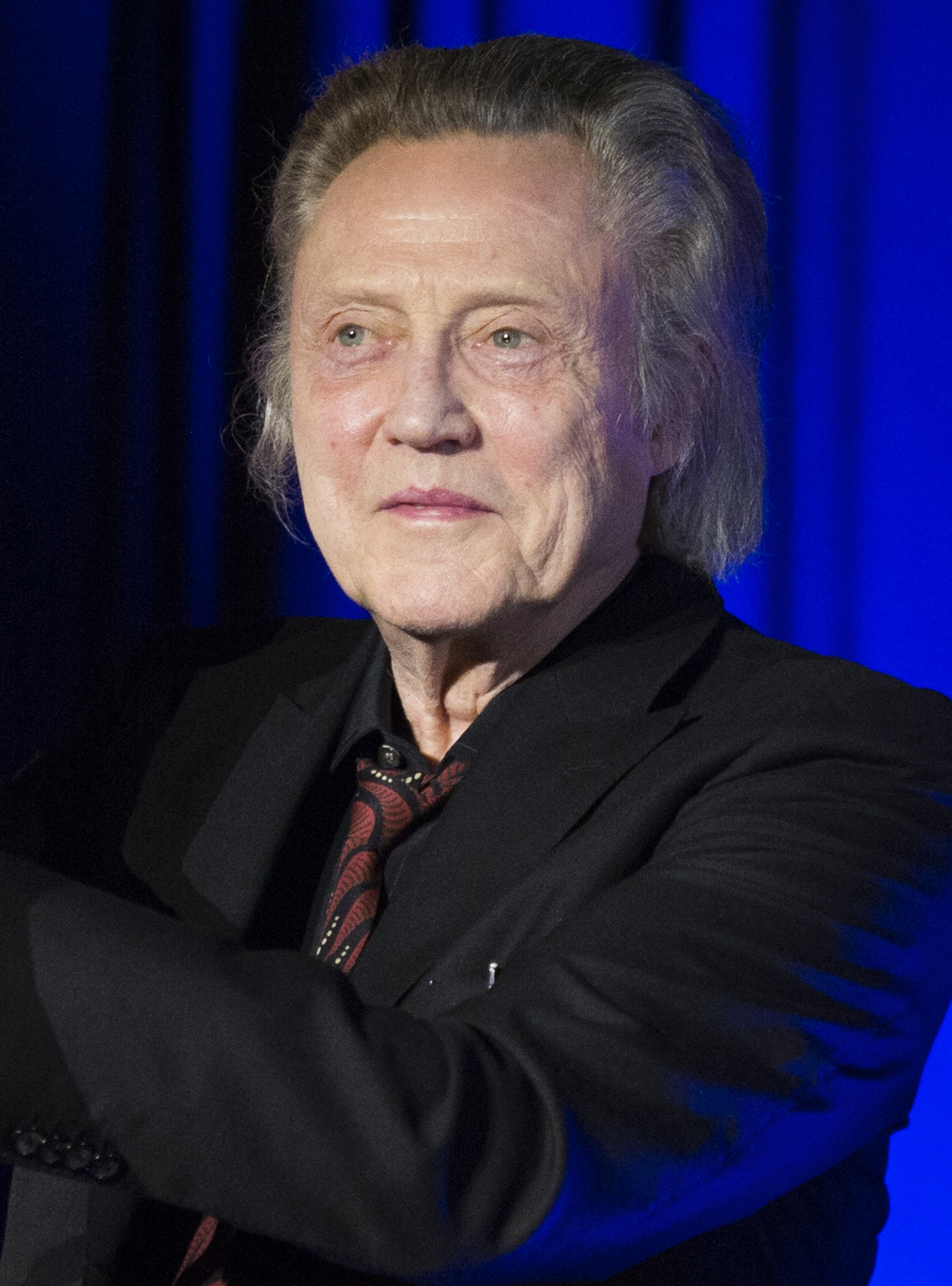
Christopher Walken interprète Burt Goodman
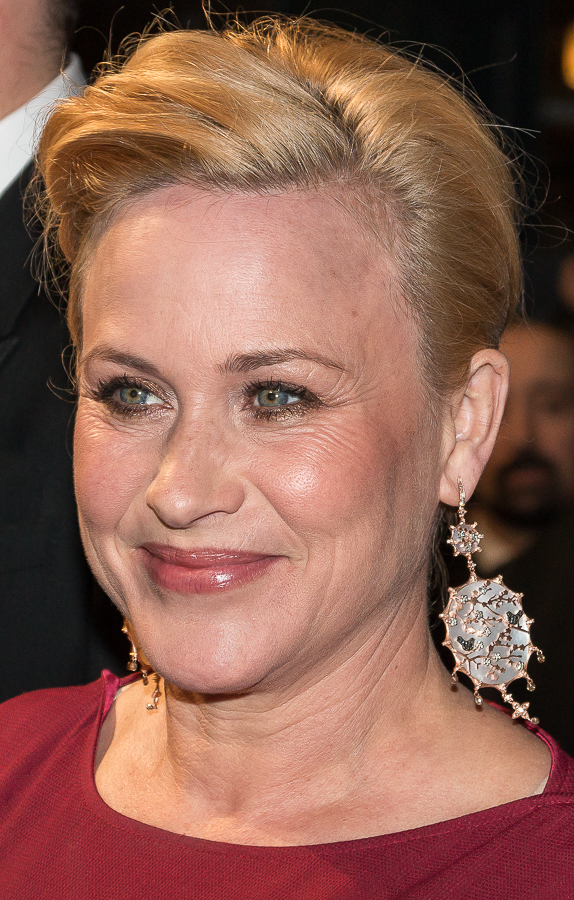
Patricia Arquette interprète Harmony Cobel / Mme Selvig

### Acteurs récurrents
- Yul Vazquez (VF : Jean-Pierre Michaël) : Peter « Petey » Kilmer (saison 1, invité saison 2)
- Michael Cumpsty (en) (VF : Edgar Givry) : Doug Graner (saison 1)
- Nikki M. James (en) (VF : Alice Taurand) : Alexa (saison 1)
- Sydney Cole Alexander (VF : Vanessa Van-Geneugden) : Natalie Kalen
- Nora Dale (VF : Émilie Duchênoy) : Gabby Arteta (saison 1)
- Mark Kenneth Smaltz : Judd
- Donald Webber Jr. (VF : Diouc Koma) : Patton
- Annie McNamara : Danise (saison 1)
- Claudia Robinson (VF : Jocelyne Darche) : Felicia
- Karen Aldridge (VF : Aurélie Konaté) : Asal Reghabi
- Michael Siberry (en) (VF : Michel Bedetti) : Jame Eagan
- Ólafur Darri Ólafsson (VF : Stefan Godin) : M. Drummond (saison 2)
- Merritt Wever (VF : Noémie Orphelin) : Gretchen George, la femme de Dylan (saison 2)
- Robby Benson (VF : Serge Faliu) :  Dr Mauer (saison 2)

### Invités
- Marc Geller : Kier Eagan
- Cassidy Layton : June Kilmer, la fille de Petey (saison 1)
- Joanne Kelly : Nina, ex-femme de Petey (saison 1)
- Ethan Flower : Angelo Arteta (saison 1)
- Grace Rex : Rebeck (saison 1)
- Rajat Suresh : Balf (saison 1)
- Bob Balaban (VF : Patrice Dozier) : Mark Wilkins (saison 2)
- Alia Shawkat (VF : Laëtitia Lefebvre) : Gwendolyn Y. (saison 2)
- Stefano Carannante : Dario Rossi (saison 2)
- Gwendoline Christie (VF : Vanina Pradier) : Lorne (saison 2)
- John Noble : Fields (saison 2)

 Source et légende : version française (VF) sur RS Doublage et DSD-Doublage. 

## Production

### Développement et choix des interprètes
Apple TV+ commande la série en novembre 2019, avec Ben Stiller comme réalisateur. Adam Scott est annoncé dans le rôle principal peu après.
En janvier 2020, Patricia Arquette est annoncée dans le rôle de la patronne du personnage d'Adam Scott, alors que Britt Lower, Jen Tullock ou encore Zach Cherry rejoignent eux aussi la série,,, ainsi que, en février 2020, Tramell Tillman. En novembre 2020, John Turturro et Christopher Walken sont confirmés,. Dichen Lachman est annoncée en décembre 2020.
Dès février 2022, les rumeurs au sujet d'une seconde saison commencent à circuler, notamment à la suite de fuites sur le tournage de celle-ci qui devrait débuter le 14 mars suivant,,. La seconde saison est officiellement confirmée par Apple TV+ le 6 avril, deux jours avant la diffusion du dernier épisode de la première saison,,. Lors du Comic Con 2022, il est annoncé que la seconde saison est en cours d'écriture.
Le 21 mars 2025, jour de diffusion de l'épisode final de la saison 2, la série est renouvelée pour une troisième saison.

### Tournage
Le tournage débute en octobre 2020 à New York, sous le titre de Tumwater. Quelques plans sont ensuite tournés dans d'autres villes de l'État de New York (Nyack, Kingston et Beacon),. En avril 2021, le tournage se déplace dans le New Jersey,, les prises de vues s'achèvent en juin 2021.
Selon des fuites, le tournage de la deuxième saison devait débuter le 14 mars 2022, à New York et dans le New Jersey.
Le tournage de la deuxième saison a commencé le 3 octobre 2022 à New York et devait se terminer le 12 mai 2023. Cependant, le 8 mai 2023, la tournage de la saison a été interrompue en raison de la Grève de la Writers Guild of America de 2023. La production a repris une semaine après pour être interrompu à nouveau en raison de la grève SAG-AFTRA des acteurs et des scénaristes qui va durer plus de 6 mois. Le production a repris le 29 janvier 2024, et s'est terminé le 23 avril 2024, pour un retard cumulé d'une année.
Dans la deuxième saison, les scènes se déroulant fictivement au siège de Lumon Industries sont tournées dans les bâtiments de l'ancien Bell Labs à Holmdel, New Jersey.

## Épisodes

### Première saison (2022)
Composée de neuf épisodes, la première saison est diffusée du 18 février 2022 au 8 avril 2022.
1. Le Bon Côté de l'enfer (Good News About Hell)
2. Demi-boucle (Half Loop)
3. À perpétuité (In Perpetuity)
4. Le Vous en Vous (The You You Are)
5. La Cruauté barbare d'Optique et Design (The Grim Barbarity of Optics and Design)
6. Cache-cache (Hide and Seek)
7. Jazz insolent (Defiant Jazz)
8. On mange quoi ? (What's for Dinner?)
9. Le Nous en nous (The We We Are)

### Deuxième saison (2025)
La seconde saison est confirmée le 6 avril 2022. Elle comporte 10 épisodes dont la diffusion commence le 17 janvier 2025.
1. Bonjour, Mme Cobel (Hello, Ms. Cobel)
2. Au revoir, Mme Selvig (Goodbye, Mrs. Selvig)
3. Qui est vivante ? (Who Is Alive?)
4. Le Vallon de l'Affliction (Woe's Hollow)
5. Cheval de Troie (Trojan's Horse)
6. Attila (Attila)
7. Chikhai Bardo (Chikhai Bardo)
8. Doux Vitriol (Sweet Vitriol)
9. Après le travail (The After Hours)
10. Cold Harbor (Cold Harbor)

## Accueil

### Diffusion
La diffusion de la première saison débute le 18 février 2022 sur Apple TV+.
Cette saison reçoit de nombreuses critiques favorables, notamment de la part des médias spécialisés,,.
La diffusion de la deuxième saison débute en janvier 2025.
Une troisième saison est également prévue.

### Critique
Dès sa première semaine de diffusion le programme reçoit un accueil très favorable. Trois Couleurs salue « un thriller haletant servi par un montage remarquable »,Télérama titre « une fable absurde qui intrigue, déçoit puis emballe » et note le programme 2/3, Le Parisien lui donne 4,5/5 et dit de la série qu'elle prend son temps mais finit par rendre accro le téléspectateur, Première parle de « la plus grande série d’Apple TV+ à ce jour », et Écran Large lui attribue également la note de 4,5/5 en concluant sa critique par « Severance est une petite bombe étrange, anxiogène et existentielle qui n'est pas prête à quitter votre esprit. ».

## Distinctions

### Nominations
- Golden Globes 2023 : 
  - Meilleur acteur dans une série dramatique pour Adam Scott
  - Meilleur acteur dans un second rôle dans une série musicale, comique ou dramatique pour John Turturro

## Musique
C’est Theodore Shapiro qui signe la bande originale de la série.

### Titres de la saison 1
1. Main Titles
2. Labor Of Love
3. Kimono Hallway
4. Hall Of Eagans
5. Note To Self
6. Tokens
7. Expiration Date
8. Still Vibrating
9. Tree Of Life
10. Done For The Night
11. Secret Places
12. Interdepartmental
13. After Hours
14. Batter Up
15. Safely Situated
16. The Four Tempers
17. That Innie
18. Cobel At Lumon
19. Alive

Severance Soundtrack sur Apple Music

### Titres préexistants présents dans la saison 1[36]
Épisode 2
- Joshua Fit De Battle Of Jericho - Grant Green
- The Cat - Jimmy Smith
- Daydream In Blue - I Monster

Épisode 4
- Baby Don't Get Hooked On Me - Mac Davis
- Enter Sandman - Metallica

Épisode 7
- Shakey Jake - Joe McPhee
- Times of Your Life - Paul Anka
- I'll Be Seeing You - Billie Holiday

Épisode 8
- Ace of Spades - Motörhead
- Chinese Surfer - Kava Kon
- Taboo Tu - Arthur Lyman

Épisode 9
- Ace of Spades - Motörhead
- Your Mind Is On Vacation - Mose Allison